# خوسيه نيكولاس موراليس راموس
خوسيه نيكولاس موراليس راموس (بالإسبانية: José Nicolás Morales Ramos)‏ هو سياسي مكسيكي، ولد في 8 يوليو 1959 في المكسيك. حزبياً، نشط في حزب العمل الوطني. وقد انتخب عضو مجلس النواب المكسيك.